# Сардар-Булакская седловина
Сардар-Булакская седловина — седловина в Турции, между двумя вершинами Арарата: Большой Арарат (Масис) и Малый Арарат (Сис).
Протяженность седловины от подножия Большого до подножия Малого Арарата составляет 11 километров. Седловина покрыта ледниками и снегом.
В седловине, на высоте 2682 метров над уровнем моря, находится Сардар-Булакский источник. Уже в конце XIX века с этого места обыкновенно начинали восхождение на вершину, добравшись сюда изначально верхом. В то время там имелись кочевья курдов. Также в этой районе некогда сходились границы Российской империи, Персии и Османской Турции.